# AAT Women's Circuit Rosario 2011
L'AAT Women's Circuit Rosario 2011 è stato un torneo professionistico di tennis femminile giocato sulla terra rossa. È stata la 1ª edizione del torneo, che fa parte dell'ITF Women's Circuit nell'ambito dell'ITF Women's Circuit 2011. Era dotato di un montepremi da 25.000 $. Si è giocato a Rosario in Argentina dal 28 novembre al 3 dicembre 2011.

## Partecipanti

### Teste di serie
| Nazionalità | Giocatrice            | Ranking* | Testa di serie |
| ----------- | --------------------- | -------- | -------------- |
| Stati Uniti | Julia Cohen           | 174      | 1              |
| Argentina   | Florencia Molinero    | 195      | 2              |
| Sudafrica   | Chanel Simmonds       | 208      | 3              |
| Paraguay    | Verónica Cepede Royg  | 240      | 4              |
| Spagna      | Eva Fernández-Brugués | 243      | 5              |
| Spagna      | Inés Ferrer Suárez    | 266      | 6              |
| Cile        | Andrea Koch-Benvenuto | 279      | 7              |
| Perù        | Bianca Botto          | 314      | 8              |

- 1 Ranking al 21 novembre 2011.

### Altre partecipanti
Giocatrici che hanno ricevuto una wild card:
- Mailen Auroux
- Victoria Bosio
- Andrea Paredes
- Aranza Salut

Giocatrici che sono passate dalle qualificazioni:
- Karen Castiblanco
- Benedetta Davato
- Florencia di Biasi
- Ulrikke Eikeri
- Paula Cristina Gonçalves
- Patricia Ku Flores
- Carla Lucero
- Angelique van der Meet

## Campionesse

### Singolare
Chanel Simmonds ha battuto in finale  Julia Cohen, 6–3, 6–4

### Doppio
Mailen Auroux /  María Irigoyen hanno battuto in finale  Inés Ferrer Suárez /  Richèl Hogenkamp, 4–6, 6–1, [10–7]